# بوتش كارتر
بوتش كارتر (بالإنجليزية: Butch Carter)‏ مواليد 11 يونيو 1958 في سبرينغفيلد، هو لاعب كرة سلة أمريكي سابق تحول إلى التدريب بعد الاعتزال بدأ مسيرته الاحترافية في سنة 1980. تم اختياره من قبل فريق لوس أنجلوس ليكرز خلال الدرافت. يبلغ طوله 6 قدم 5 بوصة (2.0 م). اعتزل اللعب في 1986. أحرز خلال مسيرته في الإن بي إيه 3137 نقطة بمعدل 8.7 نقاط في المباراة الواحدة.

## المسيرة الاحترافية
لعب مع لوس أنجلوس ليكرز في موسم 1980–1981، ثم لعب مع إنديانا بايسرز من سنة 1981 إلى 1984، ثم لعب مع نيويورك نيكس من سنة 1984 إلى 1986، ثم لعب مع فيلادلفيا سفنتي سيكسرز في سنة 1985.

## روابط خارجية
- بوتش كارتر على موقع إن بي أي (الإنجليزية)
- بوتش كارتر على موقع سبورتس رفرنس (الإنجليزية)
- بوتش كارتر على موقع كلية كرة السلة في سبورتس رفرنس.كوم (الإنجليزية)
- بوتش كارتر على موقع ريلجم (الإنجليزية)
- بوتش كارتر على موقع بروبوليرز (الإنجليزية)
- بوتش كارتر على موقع سبورتس رفرنس (الإنجليزية)